# Ерик Бајвотерс
Ерик Џорџ Лапторн Бајвотерс (енгл. Eric George Lapthorne Bywaters; Лондон, 1. јун 1910 — Бејконсфилд, 2. април 2003), је био енглески биолог, реуматолог и патолог, који се бавио истраживањем у области реуматологије, патологије и биологије.

## Живот и каријера
Бајвотерс је рођен у Лондону (Енглеска) где започиње основно школовање, у току кога бива заинтересован од стране његовог наставника биологије за прикупљање и израду детаљних цртеже многих животиња. У 11 години осваја стипендију за Сатон Валанс школу у Кенту где наставља даље школовање. Интересовање за о биологију има касније утицај и на његово даље усмерење и каријеру у области медицине. Бајвотерс је дипломирао на Медицинском факултету Мидлсекс болници 1933.
Након завршених студија медицине, радни век започиње 1933. као асистент на патологији. Његов рад брзо бива запажен и 1933. научно веће Медицинске школе Middlesex Hospital, у којој је радио као наставник додељује му златну медаљу у области патологије. Од 1935. ради и на Институту за патологију у Кортолду (енгл. Courtauld Institute of Pathology).
Од стране америчког истраживача Чарлса Додса (енгл. Charles Dodds), пионира реуматологије у САД, добија позив, 1937. и свој научноистраживачки рад наставља на Харварду у Масачусетској општој болници Massachusetts General Hospital, где на болесницима проучава лупус еритематодес.
Године 1939, када је Други светски рат био неминован враћа се у Лондон, где бива одбијен за војну службу због бубрежних проблема. У Енглеској преузима клинику за реуматизам на Британском специјалистичком Медицинском факултету у болници Хамерсмит, и започиње са проучавањем историја болести и исхода клиничког лечења код 200 болесника са реуматоидним артритисом.
Године 1944. рад и медицинска истраживања наставња у Њукаслу на Newcastle General Hospital, да би после Другог светског рата 1947. преузео дужност директора Специјалне јединице за малолетнички реуматизам у канадској Спомен болници Таплоу близу Мејденхеда, где педантно прати болеснике како у болници тако и у теренским амбулантама.
У Првом светскомком рату, када је евакуисана, као тинејџер са Southsea започиње сликање акварела. Сликање уљаним бојама примењује нешто касније, и постаје вешт уметник потрета. Бавио се и карикатуром, као студент медицине, кад је био уредник болничког часописа. Редовно је у карикатурама цртао себи и своју породицу, једном годишње за Божић: збирка ових радова је визуелни приказ историје његовог живота и времена.
Био је и страствени вртлар и члан Краљевског хортикултуролошког друштва. Био је поносан на своје ретке георгине и Платан оријенталис, који је растао у његовом врту, из семена оригиналног платана под којим је боравио Хипократ. Након смрти супруге Бети 1998, у гајењу цвећа пронашао је велику утеху.
Након смрти 2003, Ерик Џорџ Лапторн Бајвотерс је проглашен за почасног професора реуматологије на Краљевском постдипломском медицинском факултету, Универзитета у Лондону.

## Дело
Свој научноистраживачки рад Бајватерс започиње у Енглеској средином тридесетих година 20. века, а 1937. наставља у Харварду, на истраживању лупус еритематодеса.
За време бомбардовање Лондона, 1940. започиње проучавање повреда, код жртава бомбардовања, чији су удови били заробљени у току рушења зграда, и код којих се после спасавања развијало фатално оштећење бубрега. Поремећај који касније постаје познат као „краш синдром“ и у неким медицинским круговима добија назив „Бајвотерсов синдром“. Након опсежних истраживања краш синдрома Бајватерс долази до закључка да су за настанак овог поремећаја одговорна оштећене мишића и мишићни протеин-миоглобин, који масивно улази у крвоток, и блокира сићушне канале у бубрезима и мокраћним цевима, тако да се отпадне материје из крви не могу филтрирати. У овим истраживањима користи експерименталне животиње, на којима потврђује и тезу о пречишћавању крви код бубрежних болесника применом вештачког бубрега, те у Великој Британији постаје пионира у овој области.
Пре Другог светског рата реуматологија није била призната као посебна специјалност медицине, већ су реуматолошке случајеве лечили неуролози или кардиолози. Многи лекари сматрали су реуматолошке случајеве „блокаторе - болничких кревета“, који би могли да се лече ван болнице. Такви болесници су са клиничких одељења масовно упућивани у бање или у амбуланте основане од стране Црвеног крста. Против оваквих ставова Бајвотерс се енергично бори, уз настојање да реуматолошки болесници и реуматологија добију посебан статус у медицинској пракси, у чему је и успео и за шта има велике заслуге.
Неки ставови који су веровали у теорију фокалне сепсе као узрока реуматских болести, а који се убризгавањем вакцине израђене од сојева бактерија, могу третирати, послужили су као основа за даља истраживања Бајватерса и неколико његових савременика и њихову примену у пракси. После Другог светског рата могућности за истраживања реуматске болести значајно су повећане увођењем слободне Националне здравствене службе у 1948. а финансирање постају све више доступна од стране краљесвког Медицинског истраживачког савета и Њуфаундленд фондације.
Захваљујући свом раду у области дечје реуматологије Бајвотерс даје значајан допринос искорењивању реуматске грознице. Он је искористио своја знања из патологији да разјасни дијагностичке разлике између реуматске грознице и реуматоидног артритиса на нивоу ткива.
У Хамерсмиту своје истраживање на 200 болесника са реуматоидним артритисом спроводи током 20 година, и овом студијом добија мноштво материјала који постаје основа за многе друге студије природе болести и узрока смрти. За овај свој рад добија 1968. престижну Герднерову награду (енгл. „Gairdner“).
Био је страствени историчар медицине, и за свога живота прикупио је велику збирку књига и предмета везаних за историју реуматских обољења, а исту је поклонио библиотеци Wellcome Institute Краљевског колеџа лекара Енглеске. Али највише ће бити запамћена по пионирски раду на малолетничком хроничном артритису.
Бајвотерс, који је надживо већину својих савременика, видео је многе промене у реуматологији;
Пре и 10 година након рата, реуматска грознице је узела многе животе. Данас је нестала. Данас нико не треба да пати од костобоље. Протетске замена за зглоб код артритиса су постале честе и рутинске. Иако се реуматоидни артритис и даље опире покушајима на превенцији и лечењу, изгледи за болеснике су сада много бољи него што је то било пре 60 година. Лекови којима се лечи бол и упала сигурнији су и ефикаснији. Постоји велика нада у генетички инжењеринг да ће пронаћи лек. Али прете и нове опасности као туберкулоза и друге инфекције које могу да утичу на зглобове и кости а враћају се на леђима пандемије АИДС-а.
Његово последње истраживање, на основу дисекције кичме у анкилозирајућем спондилитису, објављује кад је већ имао 90 година.